# Stickstoff-Regel
Die Stickstoff-Regel besagt, dass in der Massenspektrometrie bei der Untersuchung organischer Substanzen eine gerade Anzahl von Stickstoffatomen, das monoisotopische Molekülion bei einem geradzahligen nominellen Masse-zu-Ladung-Verhältnis (m/z) detektiert wird und umgekehrt eine ungeradzahlige Anzahl von Stickstoffatomen durch ungeradzahlige nominelle m/z angezeigt wird. Die Regel leitet sich von der Annahme ab, dass in der organischen Chemie der Stickstoff das einzige Element mit ungerader Ordnungszahl ist. Sie hilft bei der Interpretation von Massenspektren.